# Antimo Martino
Antimo Martino (nacido el 16 de agosto de 1978 en Isernia, Italia) es un entrenador italiano de baloncesto. Actualmente dirige al Fortitudo Bologna de la Lega Basket Serie A italiana.

## Trayectoria como entrenador
Antimo Martino comenzó su carrera como entrenador con Virtus Roma como entrenador asistente de 2005 a 2014.
Se convirtió en entrenador en jefe por primera vez con Basket Ravenna en la liga de la Serie A2 en 2014 y en el que estuvo durante 4 temporadas. Martino tuvo un gran éxito con Ravenna llegando a las semifinales de los playoffs de la temporada 2016-17. En 2018 llegó a la final de la Copa LNP de Italia. [4]
El 12 de junio de 2018, Martino se convirtió en el nuevo entrenador del Fortitudo Bologna, con el conquistó la Supercopa A2 de 2018 y, en marzo de 2019, logró el ascenso a la Lega Basket Serie A, la máxima división de baloncesto profesional masculino del sistema de la liga italiana de baloncesto. Fue nombrado mejor entrenador de la temporada A2 2018-19. Con Martino, Fortitudo Bologna ganó su primer título A2 al vencer a Virtus Roma en la final.
El 20 de mayo de 2020, Martino firmaría por el Reggio Emilia de la Lega Basket Serie A para reemplazar a Maurizio Buscaglia.
El 16 de marzo de 2021, es destituido como entrenador del Pallacanestro Reggiana de la Serie A, tras cosechar un balance de 7 victorias y 14 derrotas.
En octubre de 2021, firma por el Fortitudo Bologna de la Lega Basket Serie A italiana, sustituyendo a Jasmin Repeša.

## Clubs como entrenador
- 2005-2014: Virtus Roma (Asistente)
- 2014–2018: Basket Ravenna
- 2018–2020: Fortitudo Bologna
- 2020-2021: Reggio Emilia